# Abies lasiocarpa

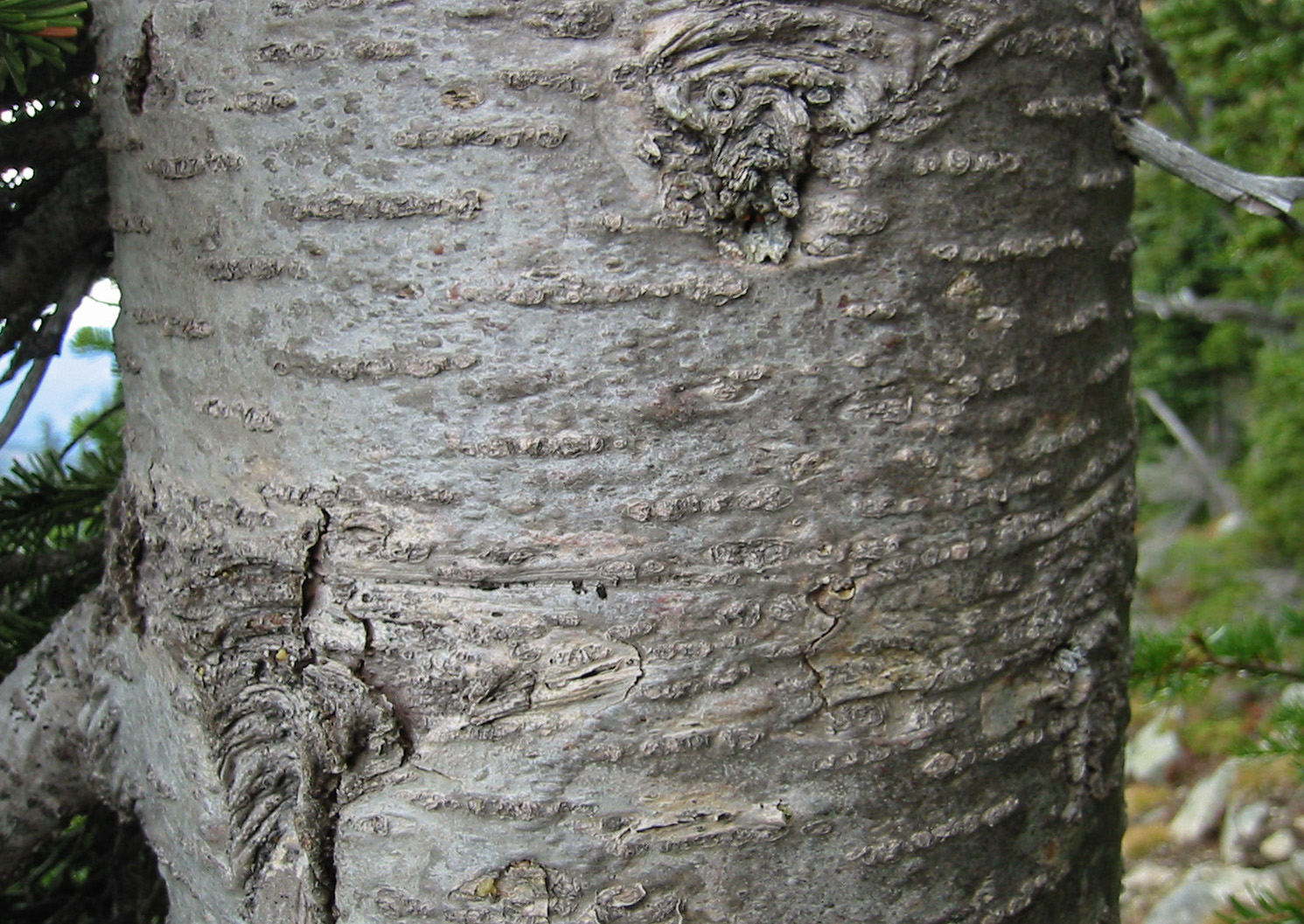
Corteza del abeto alpino.

Abies lasiocarpa o abeto alpino es una especie arbórea perteneciente a la familia de las pináceas.

## Distribución y hábitat
Es un abeto del oeste norteamericano, originario de las montañas del Yukón, la Columbia Británica y el Oeste de Alberta en Canadá; sureste de Alaska, Washington, Oregón, Idaho, oeste de Montana, Wyoming, Utah, Colorado, Nuevo México, Arizona, noreste de Nevada y los Trinity Alps en el noroeste de California en los Estados Unidos. Aparece en grandes alturas, desde 300–900 m en el norte de su área de distribución (raramente a nivel del mar en el extremo norte), a 2.400-3.650 m en el sur de su área; normalmente se encuentra en la línea de árboles o justamente por debajo.

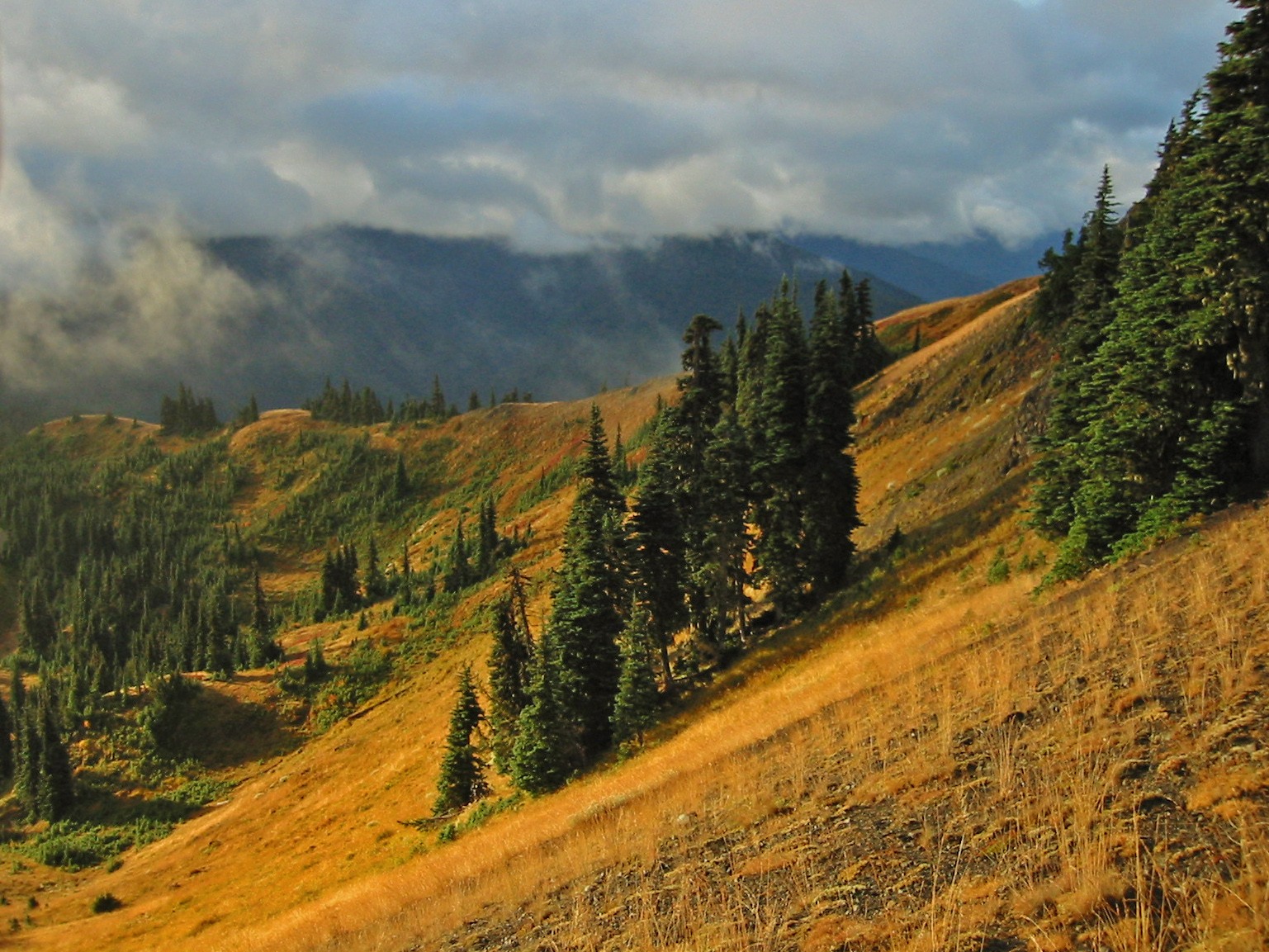
Abeto alpino en el Parque nacional Olympic.

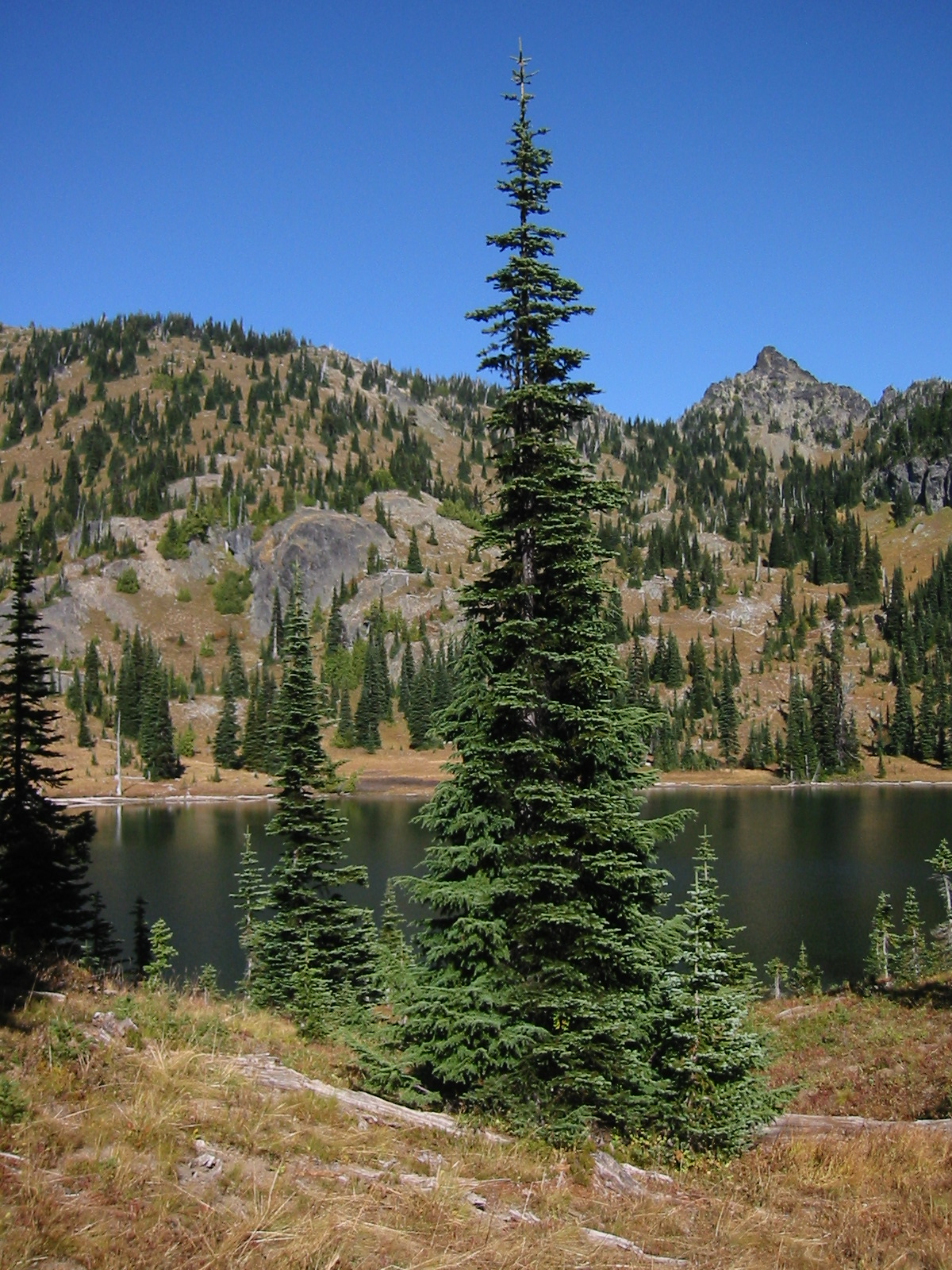
Abeto alpino en el Parque nacional del Monte Rainier.

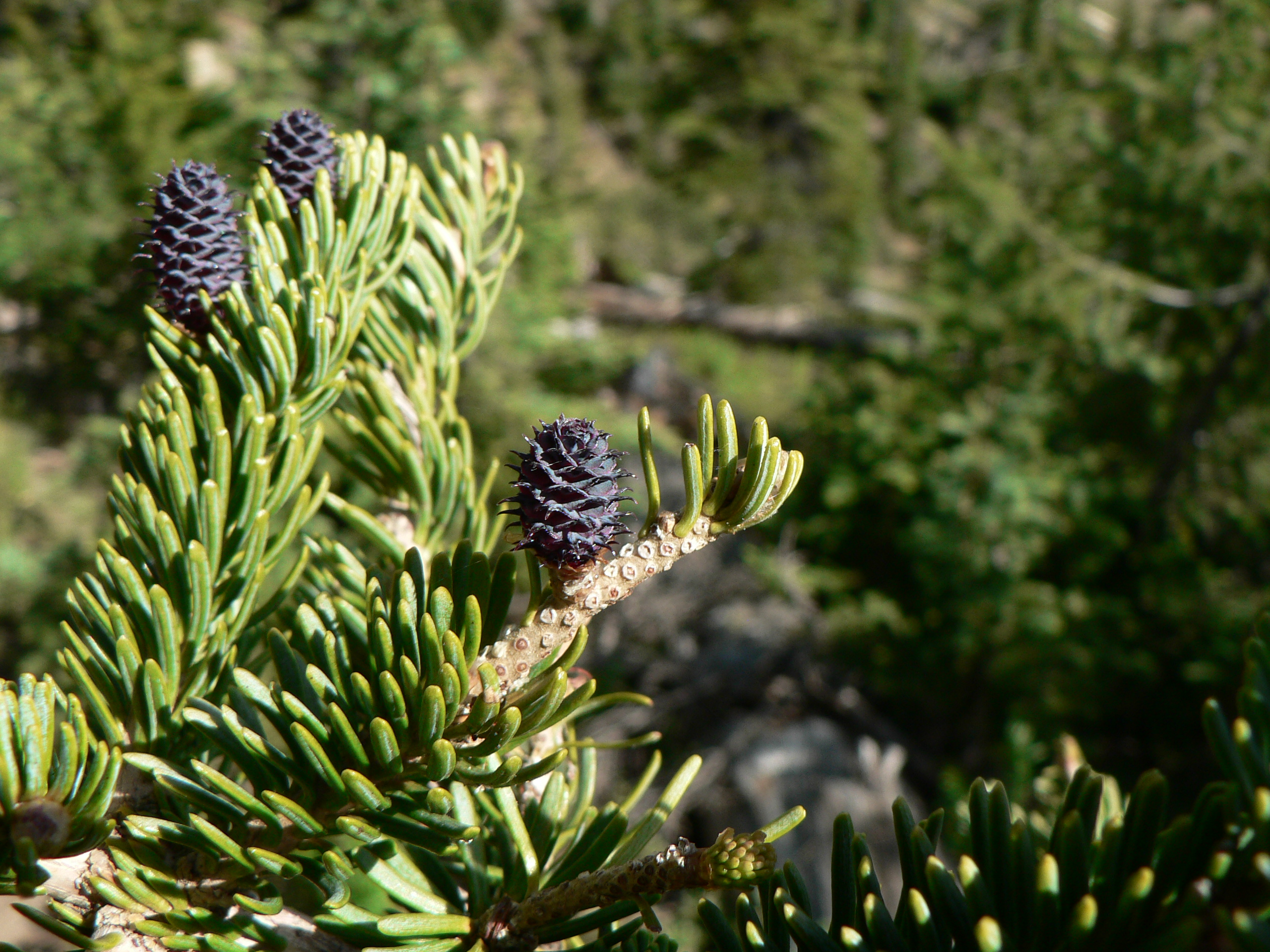
Detalle

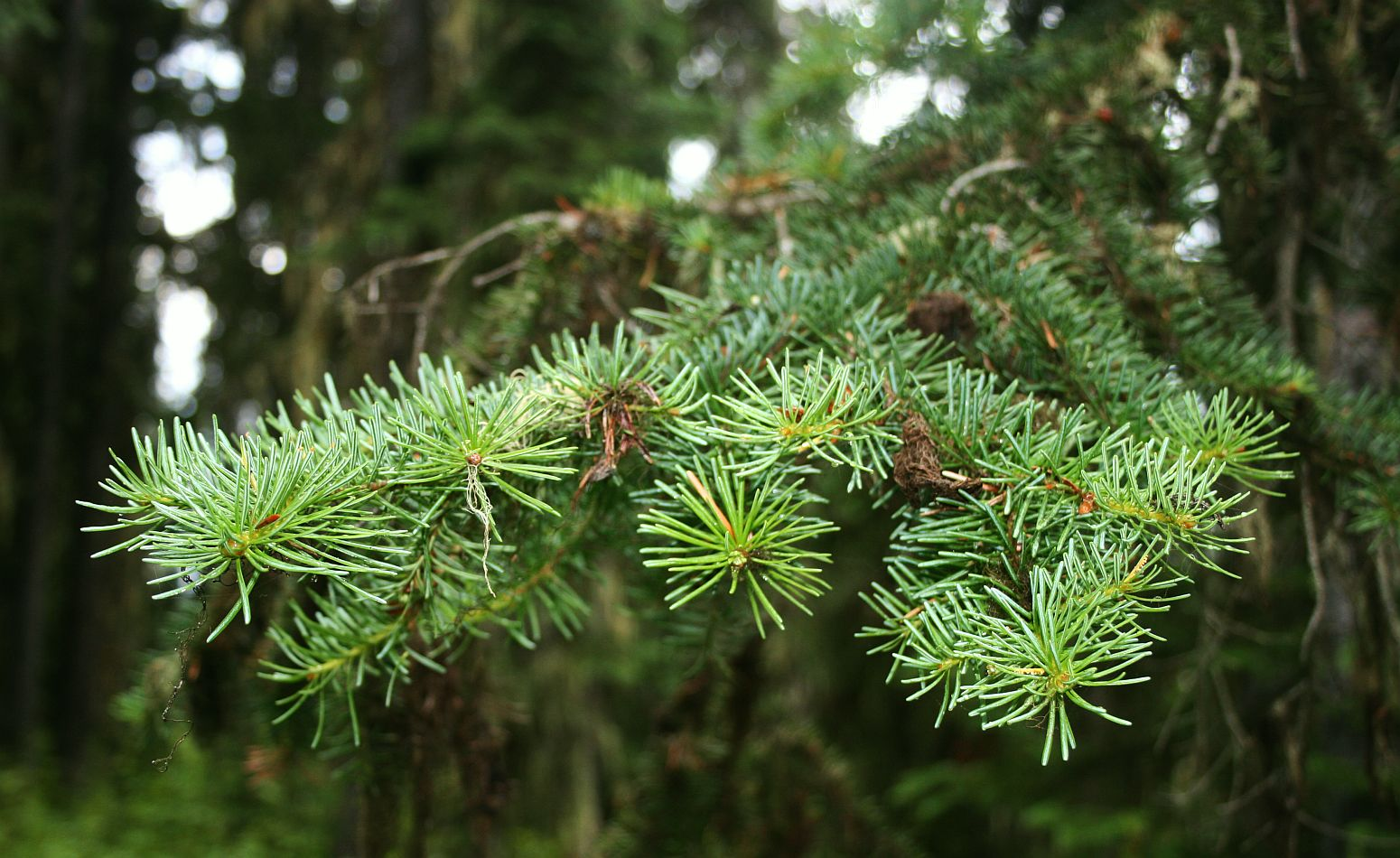
Hojas

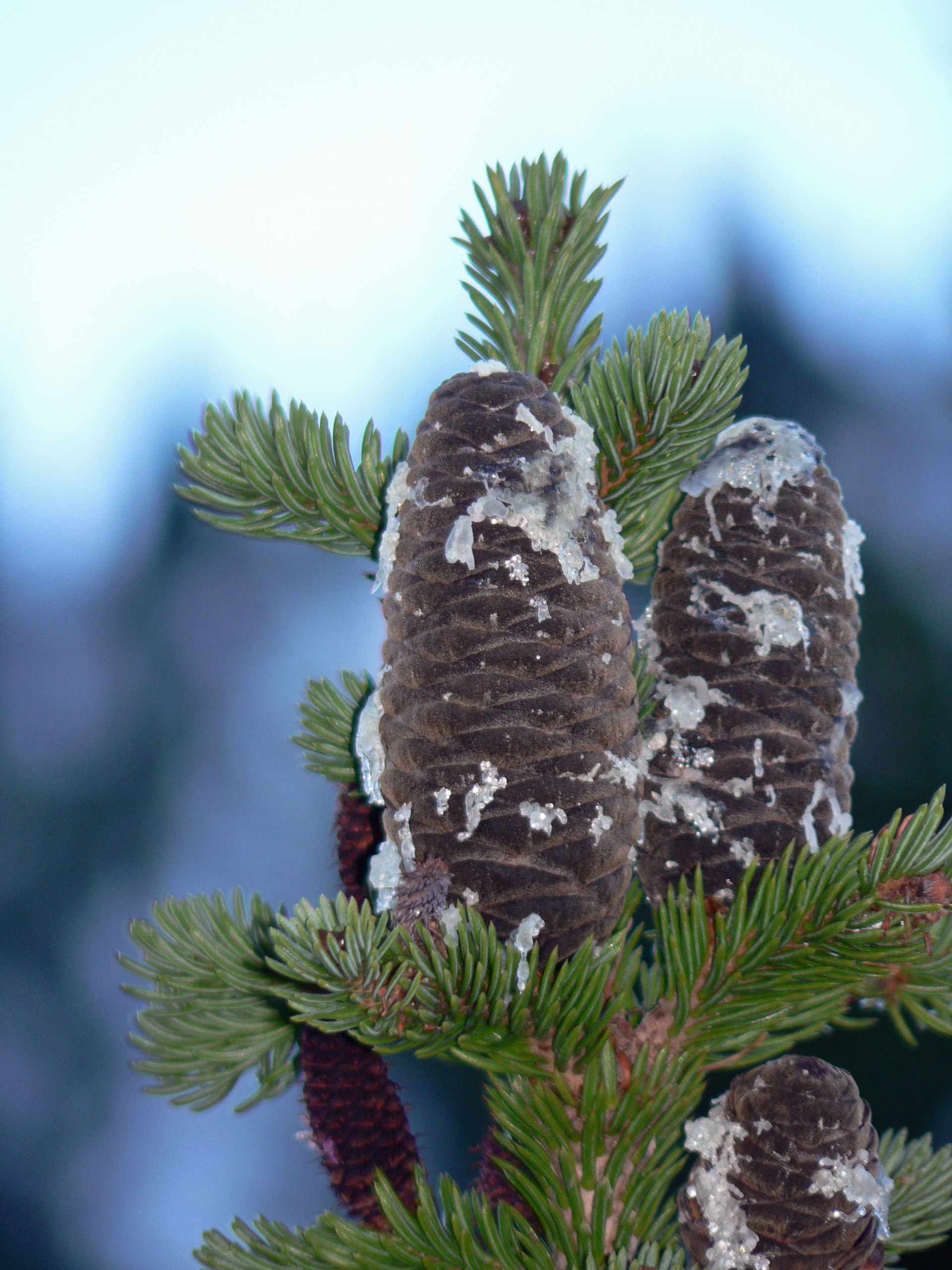
Conos

## Descripción
Es un árbol de mediano tamaño que crece hasta los 20 m de alto, excepcionalmente hasta 40–50 m, con un tronco de alrededor de 1 m de diámetro, y su coronación es muy estrecha. La corteza en los ejemplares jóvenes es suave, gris, y con burbujas de resina, volviéndose más rugosa y fisurada con la edad. Las hojas son acículas planas, de 1,5–3 cm de largo, con el haz de verde glauco con una ancha línea de estoma y dos bandas de estomas blancas en el envés. Los conos están erguidos, tienen de 6–12 cm de largo, color púrpura negruzco oscuro con una pubescencia fina de color pardo amarillento, cuando maduran se vuelven pardas y se desintegran para liberar las semillas a principios del otoño.

## Variedades
Hay dos o tres taxa en el abeto alpino, tratadas de forma muy diferente por varios autores:
- El propio Abies lasiocarpa en sentido estricto, al que en inglés se llama "Abeto subalpino de la Cordillera Costera" (Coast Range Subalpine Fir) es la forma típica de la especie, y aparece en la Cadena costera del Pacífico, el Parque nacional Olympic y la cordillera de las Cascadas desde el sureste de Alaska (montes Panhandle) hacia el sur hasta California.
- El que en inglés llaman Abeto alpino de las Montañas Rocosas (Rocky Mountains Subalpine Fir) está muy estrechamente emparentado y su estatus es discutido, o bien se le considera una especie distinta, Abies bifolia, o bien una variedad del abeto alpino "de la cordillera Costera" Abies lasiocarpa var. bifolia, o no se le distingue de un A. lasiocarpa típico en absoluto. Aparece en las Montañas Rocosas desde el sureste de Alaska (cordillera de Alaska) hacia el sur hasta Colorado. Se diferencia en la composición de la resina, y en las cicatrices de la hoja joven que son pardo amarillentas, no rojizas. Flora of North America lo trata como una especie diferente (véase enlaces externos, abajo); el Departamento de Agricultura de los Estados Unidos (USDA) lo incluye dentro del within A. lasiocarpa sin distinción.
- El Abies lasiocarpa var. arizonica o Abeto corchero,[2] aparece en Arizona y en Nuevo México. Se diferencia en que su corteza es más gruesa, acorchada y el follaje es más intensamente glauco. La composición de su resina se acerca a la A. bifolia más que a la típica A. lasiocarpa, aunque la cominaciín "Abies bifolia var. arizonica" no ha sido formalmente publicada. La Flora of North America lo incluye dentro de A. bifolia sin distinción; el USDA lo trata como una variedad distintiva de A. lasiocarpa.

## Usos
La madera se una con propósitos estructurales generales y la industria papelera. Es también un árbol de Navidad popular. Abies lasiocarpa var. arizonica es un árbol ornamental popular, que se cultiva por su intenso follaje azul glauco.
Algunas tribus indias de la meseta beben o se asean en una infusión de abeto alpino para purificarse o hacer que les crezca el pelo.

## Taxonomía
Abies lasiocarpa fue descrita por (Hooker) Nuttall y publicado en The North American Sylva 3: 138. 1849.
Etimología
Abies: nombre genérico que viene del nombre latino de Abies alba.
lasiocarpa: epíteto latino que significa "fruto lanudo".
Sinonimia
- Abies amabilis Parl.
- Abies balsamea f. compacta (Beissn.) B.Boivin
- Abies balsamea subsp. lasiocarpa (Hook.) B.Boivin
- Abies bifolia A.Murray bis
- Abies concolor var. lasiocarpa (Hook.) Beissn.
- Abies grandis var. lasiocarpa (Hook.) Lavallée
- Abies lasciocarpa Sarg.
- Abies subalpina Engelm.
- Abies subalpina var. fallax Engelm.
- Picea bifolia A.Murray bis
- Picea lasiocarpa (Hook.) A.Murray bis
- Pinus lasiocarpa Hook. basónimo[7][8]

var. arizonica (Merriam) Lemmon
- Abies arizonica Merriam
- Abies balsamea var. arizonica (Merriam) B.Boivin
- Abies bifolia var. arizonica (Merriam) O'Kane & K.D.Heil
- Abies lasiocarpa subsp. arizonica (Merriam) A.E.Murray
- Pinus beissneri Voss